# Саут-Локпорт (Нью-Йорк)
Саут-Локпорт (англ. South Lockport) — переписна місцевість (CDP) в США, в окрузі Ніагара штату Нью-Йорк. Населення — 9355 осіб (2020).

## Географія
Саут-Локпорт розташований за координатами 43°8′15″ пн. ш. 78°40′58″ зх. д. / 43.13750° пн. ш. 78.68278° зх. д. (43.137383, -78.682773).  За даними Бюро перепису населення США в 2010 році переписна місцевість мала площу 14,83 км², з яких 14,80 км² — суходіл та 0,04 км² — водойми.

## Демографія
Згідно з переписом 2010 року, у переписній місцевості мешкали 8324 особи в 3640 домогосподарствах у складі 2197 родин. Густота населення становила 561 особа/км².  Було 3846 помешкань (259/км²).
Расовий склад населення:
| - 89,0 % — білих - 5,3 % — чорних або афроамериканців - 1,1 % — азіатів - 0,5 % — корінних американців - 1,0 % — осіб інших рас |

До двох чи більше рас належало 3,1 %. Частка іспаномовних становила 4,1 % від усіх жителів.
За віковим діапазоном населення розподілялося таким чином: 23,0 % — особи молодші 18 років, 63,2 % — особи у віці 18—64 років, 13,8 % — особи у віці 65 років та старші. Медіана віку мешканця становила 39,4 року. На 100 осіб жіночої статі у переписній місцевості припадало 90,7 чоловіків;  на 100 жінок у віці від 18 років та старших — 89,3 чоловіків також старших 18 років.
Середній дохід на одне домашнє господарство  становив 53 902 долари США (медіана — 43 441), а середній дохід на одну сім'ю — 65 800 доларів (медіана — 61 189). Медіана доходів становила 49 914 долари для чоловіків та 35 562 долари для жінок. За межею бідності перебувало 15,4 % осіб, у тому числі 27,2 % дітей у віці до 18 років та 3,0 % осіб у віці 65 років та старших.
Цивільне працевлаштоване населення становило 3500 осіб. Основні галузі зайнятості: освіта, охорона здоров'я та соціальна допомога — 25,9 %, виробництво — 13,7 %, фінанси, страхування та нерухомість — 12,3 %, роздрібна торгівля — 11,7 %.